# Мурако, Дон
Дональд Мурако (англ. Donald Muraco; род. 10 сентября 1949, Sunset Beach, Гонолулу) — американский рестлер. Известен своими выступлениями в World Wrestling Federation (ныне WWE), где он дважды становился интерконтинентальным чемпионом WWF, а также стал первым человеком, победившем в турнире «Король ринга» в 1985 году. Мурако был введён в Зал славы WWE в 2004 году.

## Карьера в рестлинге

### Ранние годы
Мурако родился в городке Сансет-бич, Оаху, Гавайи в 1949 году. Став чемпионом Гавайев по любительской борьбе в 1967 году, Мурако предпочёл американскому футболу рестлинг. В свой первый год он обучался искусству рестлинга в Ванкувере, Портленде, Флориде и Лос-Анджелесе, после чего дебютировал в промоушене Верна Ганье American Wrestling Association (AWA). Сражаясь в качестве положительного героя, Мурако часто выступал в одной команде с Джимми Снукой против таких рестлеров, как Ларри Хенниг, Иван Колофф и Дасти Роудс. В 1973 году, устав от жизни в Миннеаполисе, Дональд покинул AWA и отправился в отделение NWA в Сан-Франциско.
В 1974 году Мурако перешёл в Championship Wrestling from Florida. Там его часто сравнивали с Мировым чемпионом NWA Джеком Бриско, на которого он был похож внешне В матче между этими двумя (28 мая 1974 года) Бриско одержал победу, но несмотря на это Дональд снискал любовь фанатов и стал настоящей звездой..
Мурако вернулся в Калифорнию в 1975 году и выиграл свой первый титул — NWA Americas Heavyweight Championship. После этого он стал командным чемпионом NWA World Tag Team Championship по версии Сан-Франциско вместе с Захватчиком #1. Именно здесь Мурако учился работать в качестве хилла (отрицательного героя).
С 1997 по 1981 год Мурако несколько раз перемещался между Сан-Франциско, Флоридой и Гавайами. Во Флориде он был вовлечён в несколько крупных сюжетных линий. В частности, в 1979 году в федерации появился загадочный злодей в маске по имени «Великолепный М». Для многих фанатов оказалось сюрпризом, что под маской находился Дон Мурако, а его бритая голова просто шокировала публику. Затем в 1980 году он начал враждовать с молодым бойцом Барри Уиндемом. Это противостояние помогло начинающему рестлеру получить поддержку зрителей и прославиться.

## В рестлинге
- Завершающие приёмы
  - Азиатский Шип (англ. Asian Spike) — Thumb choke hold[13]
  - Гавайский Молот (англ. Hawaiian Hammer) — Tombstone piledriver[13]
- Коронные приёмы
  - DDT[14]
  - Gorilla press slam[14]
  - Samoan drop[14]
  - Scoop powerslam[14]
  - Shoulderbreaker[14]
- Менеджеры
  - Лу Альбано[3]
  - Мистер Фудзи[3]
  - Билли Грэм[2]
  - Великий Волшебник[2][3]
  - Бобби Хинан
  - Сэр Оливер Хампердинк
- Прозвища
  - Великолепный (англ. The Magnificent)[3]
  - Скала (англ. The Rock)[3]
- Музыкальные темы
  - Эндрю Ллойд Уэббер — «Superstar (instrumental)»[15]

## Титулы и достижения
- All-California Championship Wrestling
  - ACCW Heavyweight Championship (1 раз)[16]
- Championship Wrestling from Florida
  - NWA Florida Heavyweight Championship (1 раз)[2]
  - NWA Florida Television Championship (1 раз)
  - NWA United States Tag Team Championship (Florida version) (1 раз) — с Джосом ЛеДюком
- Eastern Championship Wrestling
  - ECW Heavyweight Championship (2 раза)
- Georgia Championship Wrestling
  - NWA Macon Tag Team Championship (1 раз) — с Робертом Фуллером
- NWA Hollywood Wrestling
  - NWA Americas Heavyweight Championship (1 раз)[2]
- NWA Mid-Pacific Promotions
  - NWA Pacific International Championship (1 раз)
- NWA New Zealand
  - NWA British Empire/Commonwealth Heavyweight Championship (1 раз)
- NWA San Francisco
  - NWA United States Heavyweight Championship (San Francisco version) (1 раз)[2]
  - NWA World Tag Team Championship (San Francisco version) (1 раз) — с Захватчиком #1
- Pacific Coast Championship Wrestling
  - PCCW Heavyweight Championship (1 раз)[16]
- Зал славы и музей рестлинга
  - С 2014 года[17]
- Stampede Wrestling
  - Stampede North American Heavyweight Championship (1 раз)
- World Wrestling Federation
  - «Король ринга» (1985)[2]
  - Интерконтинентальный чемпион WWF (2 раза)[2]
  - Зал славы WWE (введён в 2004 году)[2]
- Wrestling Observer Newsletter awards
  - Best Heel (1981)